# 第54回皐月賞
第54回皐月賞（だい54かいさつきしょう）は、1994年4月17日に施行された競馬競走である。ナリタブライアンが優勝した。年齢は全て旧表記にて表記

## レース施行時の状況
共同通信杯4歳ステークス・スプリングステークスを優秀な内容で優勝した前年の最優秀3歳牡馬・ナリタブライアンがクラシックの最有力候補と目され、その対抗馬としてデビューから3連勝したエアチャリオット、弥生賞でエアチャリオットを破ったサクラエイコウオー、ステートジャガー産駒の重賞馬として話題を集めたメルシーステージなどが有力馬として挙げられた。中でもナリタブライアンの評価は高く、皐月賞出走前からすでに三冠馬候補と評価する者もいた。なお、ラジオたんぱ杯3歳ステークス、シンザン記念と重賞を2連勝したナムラコクオーも有力馬の一頭であったが、故障により出走することができなかった。

### トライアルの結果
第31回弥生賞
| 着順 | 競走馬名           | 性齢 | 騎手     | タイム | 着差     |
| ---- | ------------------ | ---- | -------- | ------ | -------- |
| 1    | サクラエイコウオー | 牡4  | 小島太   | 2.01.3 |          |
| 2    | エアチャリオット   | 牡4  | 横山典弘 | 2.01.7 | 2馬身1/2 |
| 3    | ナムラコクオー     | 牡4  | 上村洋行 | 2.01.7 | ハナ     |

若葉ステークス
| 着順 | 競走馬名           | 性齢 | 騎手     | タイム | 着差    |
| ---- | ------------------ | ---- | -------- | ------ | ------- |
| 1    | オフサイドトラップ | 牡4  | 安田富男 | 2.02.7 |         |
| 2    | トニーザプリンス   | 牡4  | 坂井千明 | 2.02.8 | 1/2馬身 |

第43回スプリングステークス
| 着順 | 競走馬名           | 性齢 | 騎手     | タイム | 着差     |
| ---- | ------------------ | ---- | -------- | ------ | -------- |
| 1    | ナリタブライアン   | 牡4  | 南井克巳 | 1.49.1 |          |
| 2    | フジノマッケンオー | 牡4  | 田中勝春 | 1.49.7 | 3馬身1/2 |
| 3    | イブキダイハーン   | 牡4  | 上村洋行 | 1.49.7 | 1馬身1/2 |

（レース内容）
ナリタブライアンは内枠（発馬機内の内寄りの枠）を引いたことから馬群に包まれることを避けるために序盤は最後方につけ、第3コーナーからまくりをかけて優勝した。

## 出走馬と枠順
| 枠番 | 馬番 | 競走馬名           | 性齢 | 騎手       | オッズ        | 調教師     |
| ---- | ---- | ------------------ | ---- | ---------- | ------------- | ---------- |
| 1    | 1    | ナリタブライアン   | 牡4  | 南井克巳   | 1.6（1人）    | 大久保正陽 |
| 1    | 2    | カズサハリケーン   | 牡4  | 浜野谷憲尚 | 174.6（15人） | 鹿戸幸治   |
| 2    | 3    | メルシーステージ   | 牡4  | 河北通     | 10.4（4人）   | 小野幸治   |
| 2    | 4    | イイデライナー     | 牡4  | 岸滋彦     | 81.0（10人）  | 大久保正陽 |
| 3    | 5    | エアチャリオット   | 牡4  | 横山典弘   | 6.4（2人）    | 伊藤正徳   |
| 3    | 6    | ドラゴンゼアー     | 牡4  | 加藤和宏   | 143.0（12人） | 中尾謙太郎 |
| 4    | 7    | サクラスーパーオー | 牡4  | 的場均     | 47.9（9人）   | 平井雄二   |
| 4    | 8    | トニーザプリンス   | 牡4  | 坂井千明   | 32.3（7人）   | 沢峰次     |
| 5    | 9    | サクラエイコウオー | 牡4  | 小島太     | 10.4（3人）   | 境勝太郎   |
| 5    | 10   | アイネスサウザー   | 牡4  | 柴田善臣   | 32.6（8人）   | 本郷一彦   |
| 6    | 11   | インターマルス     | 牡4  | 鹿戸雄一   | 57.7（11人）  | 武邦彦     |
| 6    | 12   | フジミハミルトン   | 牡4  | 橋本広喜   | 257.5（17人） | 中尾銑治   |
| 7    | 13   | トラストカンカン   | 牡4  | 柴田政人   | 144.7（13人） | 河野通文   |
| 7    | 14   | サムソンビッグ     | 牡4  | 田所秀孝   | 158.8（14人） | 鹿戸幸治   |
| 7    | 15   | オフサイドトラップ | 牡4  | 安田富男   | 13.3（5人）   | 加藤修甫   |
| 8    | 16   | フジノマッケンオー | 牡4  | 武豊       | 14.8（6人）   | 中村好夫   |
| 8    | 17   | イナズマタカオー   | 牡4  | 大崎昭一   | 87.1（12人）  | 日迫良一   |
| 8    | 18   | マイネルゼウス     | 牡4  | 木幡初広   | 336.1（18人） | 稲葉隆一   |

## レース結果
| 着順 | 枠番 | 馬番 | 競走馬名           | タイム  | 着差     |
| ---- | ---- | ---- | ------------------ | ------- | -------- |
| 1    | 1    | 1    | ナリタブライアン   | R1.59.0 |          |
| 2    | 4    | 7    | サクラスーパーオー | R1.59.6 | 3馬身1/2 |
| 3    | 8    | 16   | フジノマッケンオー | R1.59.7 | 3/4馬身  |
| 4    | 3    | 6    | ドラゴンゼアー     | R1.59.7 | クビ     |
| 5    | 4    | 8    | トニーザプリンス   | R1.59.8 | 1/2馬身  |
| 6    | 5    | 10   | アイネスサウザー   | R2.00.0 | 1馬身1/2 |
| 7    | 7    | 15   | オフサイドトラップ | R2.00.6 | 3馬身1/2 |
| 8    | 5    | 9    | サクラエイコウオー | R2.00.6 | アタマ   |
| 9    | 8    | 17   | イナズマタカオー   | R2.00.8 | 1馬身1/2 |
| 10   | 1    | 2    | カズサハリケーン   | R2.00.9 | クビ     |
| 11   | 2    | 4    | イイデライナー     | R2.01.1 | 1馬身1/4 |
| 12   | 6    | 12   | フジミハミルトン   | R2.01.2 | 1/2馬身  |
| 13   | 2    | 3    | メルシーステージ   | R2.01.4 | 1馬身1/4 |
| 14   | 8    | 18   | マイネルゼウス     | R2.01.5 | クビ     |
| 15   | 6    | 11   | インターマルス     | R2.01.5 | アタマ   |
| 16   | 3    | 5    | エアチャリオット   | R2.01.6 | 3/4馬身  |
| 17   | 7    | 14   | サムソンビッグ     | R2.01.7 | クビ     |
| 18   | 7    | 13   | トラストカンカン   | R2.02.5 | 5馬身    |

### レース展開
サクラエイコウオーが逃げ、非常に速いペースで推移した。1番人気のナリタブライアンは先行策から第4コーナーで先頭に並びかけると後方から追い込んだサクラスーパーオーおよびフジノマッケンオーの追撃をかわし中山競馬場芝2000mのコースレコードで優勝した。

#### データ
| 1000m通過タイム     | 58.8秒（サクラエイコウオー） |
| 上がり4ハロン       | 48.3秒                       |
| 上がり3ハロン       | 36.1秒                       |
| 優勝馬上がり3ハロン | 35.8秒                       |

### 払戻金
| 単勝式 | 1   | 160円  |
| 複勝式 | 1   | 120円  |
| 複勝式 | 7   | 790円  |
| 複勝式 | 16  | 350円  |
| 枠連   | 1-4 | 1240円 |
| 馬連   | 1-7 | 2850円 |

## 達成された記録
- ナリタブライアンは4歳馬ながら中山競馬場芝2000mのコースレコードを0.5秒更新した。加えて、皐月賞が正式に芝2000mで施行されて以来、初めてタイムを2分切って勝利を飾った事にもなった。
  - ナリタブライアンは前年のナリタタイシンのレコードを1.2秒更新したことになり、更新幅としては第11回優勝馬トキノミノルの6秒2/5に次ぐ同レース史上2位[1]（2024年現在）
- 馬主の山路秀則、調教師の大久保正陽は前年のナリタタイシンに続き、2年連続で皐月賞を制覇した。

## レースにまつわるエピソード
- ナリタブライアンはスプリングステークスに続き内枠となったが、レース前に南井が馬場を下見したところコース内側の馬場状態が良かったため、馬場の内側を先行策する作戦がとられることになった。

## テレビ・ラジオ中継
本レースのテレビ・ラジオ放送の実況担当者
- 日本放送協会 (NHK)：藤井康生[2]
  - 解説：高松邦男（調教師）
- ラジオたんぱ：渡辺和昭
- フジテレビ：三宅正治
  - 解説：吉田均（競馬エイト）、藤沢和雄（調教師）、田中勝春（JRA騎手）
  - 勝利ジョッキーインタビュー：青嶋達也